# Apsny (Zeitung)
Apsny (abchasisch Аԥсны) ist eine abchasische Zeitung. Sie erscheint seit Februar 1919 und ist damit die älteste noch bestehende Zeitung in abchasischer Sprache.

## Geschichte
Die Zeitschrift wurde am 27. Februar 1919 gegründet und war damals die erste abchasischsprachige Zeitung überhaupt. Erster Chefredakteur war der Schriftsteller Dmitri Gulia. Viele andere, bekannte abchasische Intellektuelle schrieben ebenfalls für die Zeitung, darunter etwa auch Samson Tschanba.
Von 1921 bis 1991, als Abchasien zur Sowjetunion gehörte, trug sie den Namen „Apsny qapsch“ (Аҧсны ҟаҧшь), was „Rotes Abchasien“ bedeutet. In den 1970er-Jahren betrug die Auflage etwa 13.800 pro Ausgabe. Im Februar 2012 ging die 20.000 Ausgabe in den Druck. Nach dem Zerfall der Sowjetunion folgte die Rückkehr zu dem alten Namen.